# Верхняя Куземка
Верхняя Куземка — река в России, протекает по Лоухскому району Карелии.
Вытекает из Верхнего Кумозера, протекает через Кокозеро, Северное Хаттомозеро (с притоком из Южного Хаттомозера), ниже пересекает трассу Кола, через Челозеро (с притоком из Желтозера), Майозеро, озеро Кучеламбина. Впадает в Пильдозеро, через которое протекает Воньга. Длина реки составляет 26 км, площадь водосборного бассейна 387 км².

## Данные водного реестра
По данным государственного водного реестра России, относится к Баренцево-Беломорскому бассейновому округу, водохозяйственный участок реки — реки бассейна Белого моря от западной границы бассейна реки Нива до северной границы бассейна реки Кемь, без реки Ковда, речной подбассейн у Верхней Куземки отсутствует. Речной бассейн реки — бассейны рек Кольского полуострова и Карелии, впадает в Белое море.
Код объекта в государственном водном реестре — 02020000712102000002223.